# Frickeberg
Der Frickeberg ist ein 2520 m hoher Berg in der Mountaineer Range des ostantarktischen Viktorialands. Er ragt westlich des Fitzgerald-Gletschers und nordöstlich des Kopfendes des Icebreaker-Gletschers auf.
Wissenschaftler der deutschen Expedition GANOVEX III (1982–1983) benannten ihn. Namensgeber ist der deutsche Geologe Wolfgang Fricke (1914–1980).